# Gabrielle Stone
Pour les articles homonymes, voir Gabrielle et Stone.
Gabrielle Stone est une actrice américaine, née en 1988 à Los Angeles en Californie.

## Filmographie
- 2006 : Wooden Steel Comedy (série télévisée)
- 2009 : Henry John and the Little Bug (court métrage) : Florence Tildon
- 2010 : The Guardian (court métrage) : l'infirmière
- 2011 : The Quarter Lifers (série télévisée) : Lani
- 2011 : Sugartown (court métrage) : Sara Tilps
- 2012 : Proper Manors (série télévisée) : Holly Olden
- 2012 : 869 : Desiree
- 2012 : Fuzz Track City : la serveuse
- 2012 : Beyond : Jane
- 2012 : An Old Man's Gold : Charlene Sullivan
- 2013 : Speak No Evil : Anna
- 2014 : Cut! : Gabby
- 2014 : The Jazz Funeral : Jennifer
- 2014 : Once, When I Was Dead (court métrage) : Amelia
- 2014 : 869 : Desiree Thomas
- 2015 : Zombie Killers: Elephant's Graveyard : Nikki Slater
- 2015 : A Place Called Hollywood : Annie Clarke
- 2015 : Flytrap : Ginger
- 2015 : Flowers in December (court métrage) : Holly
- 2016 : Ava's Impossible Things : Depression
- 2019 : 24h pour sauver mon bébé ! (Maternal Instinct) (TV) : Svetlana